# Cynar (Radsportteam)

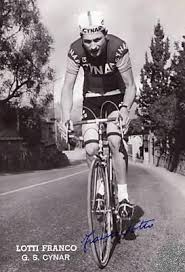
Franco Lotti im Teamtrikot von 1964

Cynar war ein italienisches Radsportteam, das von 1963 bis 1965 bestand.

## Geschichte
Das Team wurde 1963 unter der Leitung von Pierino Bertolazzo gegründet. Im ersten Jahr wurde die Tour de Suisse gewonnen. Hervorzuheben ist, dass das Team die ersten drei Plätze in der Gesamtwertung und in der Punktewertung belegte. 1964 konnte das Team erneut die Tour de Suisse für sich entscheiden. Am Ende der Saison 1965 wurde das Team aufgelöst.
Hauptsponsor war der italienische Likörhersteller Cynar.

## Erfolge
1963
- Gesamtwertung, Punktewertung, Mannschaftswertung und eine Etappe Tour de Suisse
- zwei Etappen Giro d’Italia
- Nordwestschweizer Rundfahrt
- Giro della Romagna
- Coppa Placci
- eine Etappe Tour de Romandie
- eine Etappe Tour de l’Avenir
- Italienischer Meister – Straßenrennen
- Schweizer Meister – Straßenrennen

1964
- Gesamtwertung und fünf Etappen Tour de Suisse
- zwei Etappen Giro d’Italia
- Tour de Romandie
- Giro del Lazio
- Schweizer Meister – Straßenrennen

1965
- Vier-Kantone-Rundfahrt
- Nordwestschweizer Rundfahrt
- Bergwertung Tour de Suisse
- eine Etappe Luxemburg-Rundfahrt
- München–Zürich
- Polder–Kempen

### Monumente-des-Radsports-Platzierungen
| Monument                 | 1963 | 1964 | 1965 |
| ------------------------ | ---- | ---- | ---- |
| Mailand–Sanremo          | 5    | 53   | 41   |
| Flandern-Rundfahrt       | –    | 20   | 19   |
| Paris–Roubaix            | –    | –    | 51   |
| Lüttich–Bastogne–Lüttich | 3    | –    | –    |
| Lombardei-Rundfahrt      | 11   | 33   | 23   |

### Grand-Tour-Platzierungen
| Grand Tour        | 1963 | 1964 | 1965 |
| ----------------- | ---- | ---- | ---- |
| Giro d’ItaliaGiro | 2    | 8    | –    |

## Bekannte ehemalige Fahrer
- Vittorio Adorni (1963)
- Ercole Baldini (1963)
- Rolf Maurer (1963–1965)
- Franco Balmamion (1964)
- Werner Weber (1963–1965)